# Hanna (Oklahoma)
Hanna és un poble dels Estats Units a l'estat d'Oklahoma. Segons el cens del 2000 tenia 133 habitants.

## Demografia
Segons el cens del 2000, Hanna tenia 133 habitants, 40 habitatges, i 31 famílies. La densitat de població era de 466,8 habitants per km².
Dels 40 habitatges en un 52,5% hi vivien nens de menys de 18 anys, en un 50% hi vivien parelles casades, en un 20% dones solteres, i en un 22,5% no eren unitats familiars. En el 22,5% dels habitatges hi vivien persones soles el 15% de les quals corresponia a persones de 65 anys o més que vivien soles. El nombre mitjà de persones vivint en cada habitatge era de 3,33 i el nombre mitjà de persones que vivien en cada família era de 3,81.
Per edats la població es repartia de la següent manera: un 44,4% tenia menys de 18 anys, un 8,3% entre 18 i 24, un 25,6% entre 25 i 44, un 13,5% de 45 a 60 i un 8,3% 65 anys o més.
L'edat mediana era de 24 anys. Per cada 100 dones de 18 o més anys hi havia 89,7 homes.
La renda mediana per habitatge era de 25.893 $ i la renda mediana per família de 26.607 $. Els homes tenien una renda mediana de 18.542 $ mentre que les dones 16.071 $. La renda per capita de la població era de 5.845 $. Entorn del 24,1% de les famílies i el 33,8% de la població estaven per davall del llindar de pobresa.

## Poblacions més properes
El següent diagrama mostra les poblacions més properes.